# 劉名峯
劉名峯，又名皮特，台灣MV導演，相信音樂演唱會部門必應創造影像導演。

## 作品

### 電影
- 《現場·戰場·夢工場》（2013年）[1](導演)
- 《5月天諾亞方舟》（2013年）(導演)

### 音樂錄影帶(MV)
| 年份   | 歌手       | 專輯              | 歌曲                                        | 首播日期                  | 備註                                |
| ------ | ---------- | ----------------- | ------------------------------------------- | ------------------------- | ----------------------------------- |
| 2008年 | 五月天     | 後青春期的詩      | 我心中尚未崩壞的地方 （页面存档备份，存于） | 2009年(KTV) 2013年1月18日 | 與五月天阿信共同執導                |
| 2008年 | 五月天     | 後青春期的詩      | 春天的吶喊 （页面存档备份，存于）           | 2008年11月27日            | 與五月天阿信共同執導                |
| 2008年 | 五月天     | 後青春期的詩      | 笑忘歌 （页面存档备份，存于）               | 2008年12月8日             | 與五月天阿信共同執導                |
| 2008年 | 五月天     | 後青春期的詩      | 夜訪吸血鬼 （页面存档备份，存于）           | 2009年3月4日              |                                     |
| 2009年 | 五月天     | 單曲              | DNA （页面存档备份，存于）                  | 2009年6月17日             |                                     |
| 2010年 | MP魔幻力量 | 魔幻力量          | 時間倒轉 （页面存档备份，存于）             | 2010年3月23日             | 與五月天阿信共同執導 （蒼井空客串） |
| 2010年 | MP魔幻力量 | 魔幻力量          | 專屬魔力 （页面存档备份，存于）             | 2010年2月14日             | 郭采潔合唱演出                      |
| 2014年 | MP魔幻力量 | 戰神              | 偷偷的 （页面存档备份，存于）               | 2014年9月29日             |                                     |
| 2014年 | 先知瑪莉   | My Fake True Love | Obsessive–Compulsive Disorder(小巨蛋版)     | 2014年10月22日            |                                     |

## 脚注和参考文献
1. ↑  劉名峯 Liu Ming feng. Jan 02 Wed  请检查|url=值 (帮助). 2013台北電影節查閱.   [2013-09-25]. （原始内容存档于2019-07-29） （中文（臺灣））.
2. ↑  YouTube上的五月天阿信執導MV 日寫真女星蒼井空演出

## 外部連結
- Peter Ming-Feng Liu的Facebook專頁
- 劉皮特的新浪微博
- 劉名峯在香港影庫上的簡介
- 劉名峯在互联网电影资料库（IMDb）上的資料（英文）（英文）
- 劉名峯在豆瓣上的资料（简体中文）
- 劉名峯在时光网上的簡介（简体中文）